# Nationalstraße 226 (China)
Die Nationalstraße 226 (chinesisch 226国道, Pinyin 226 Guódào, englisch China National Highway 226), chin. Abk. G226, war eine 288 km lange geplante Fernstraße im Südwesten Chinas in der Provinz Yunnan, deren Realisierung aus unbekannten Gründen wieder verworfen wurde. Sie sollte in Nord-Süd-Richtung von Chuxiong über Shuangbai nach Mojiang führen.